# Port Royale 3: Pirates & Merchants
Port Royale 3: Pirates & Merchants è il terzo capitolo dell'omonima saga di videogiochi gestionali iniziata con Port Royale e continuata con Port Royale 2: Impero e pirati. Si tratta del primo capitolo della saga ad essere sviluppato dalla Gaming Minds Studios, studio videoludico fondato dalla Kalypso Media nel 2009 dopo il fallimento della Ascaron Entertainment. La prima anteprima di Port Royale 3 è stata presentata durante la fiera Gamescom fra il 17 ed il 21 agosto 2011 a Colonia, in Germania.
Il videogioco è ambientato nei Caraibi durante il sedicesimo ed il diciassettesimo secolo, e combina gli elementi dei videogiochi gestionali con caratteristiche degli strategici a turni.